# En uskyldig Synderinde
En uskyldig Synderinde er en amerikansk stumfilm fra 1917 af Raoul Walsh.

## Medvirkende
- Miriam Cooper som Mary Ellen Ellis.
- Charles Clary som David Graham.
- Jack Standing som Walter Benton.
- Jane Novak som Jane Murray
- Rosita Marstini som De Coeur.